# معركة مرتبة

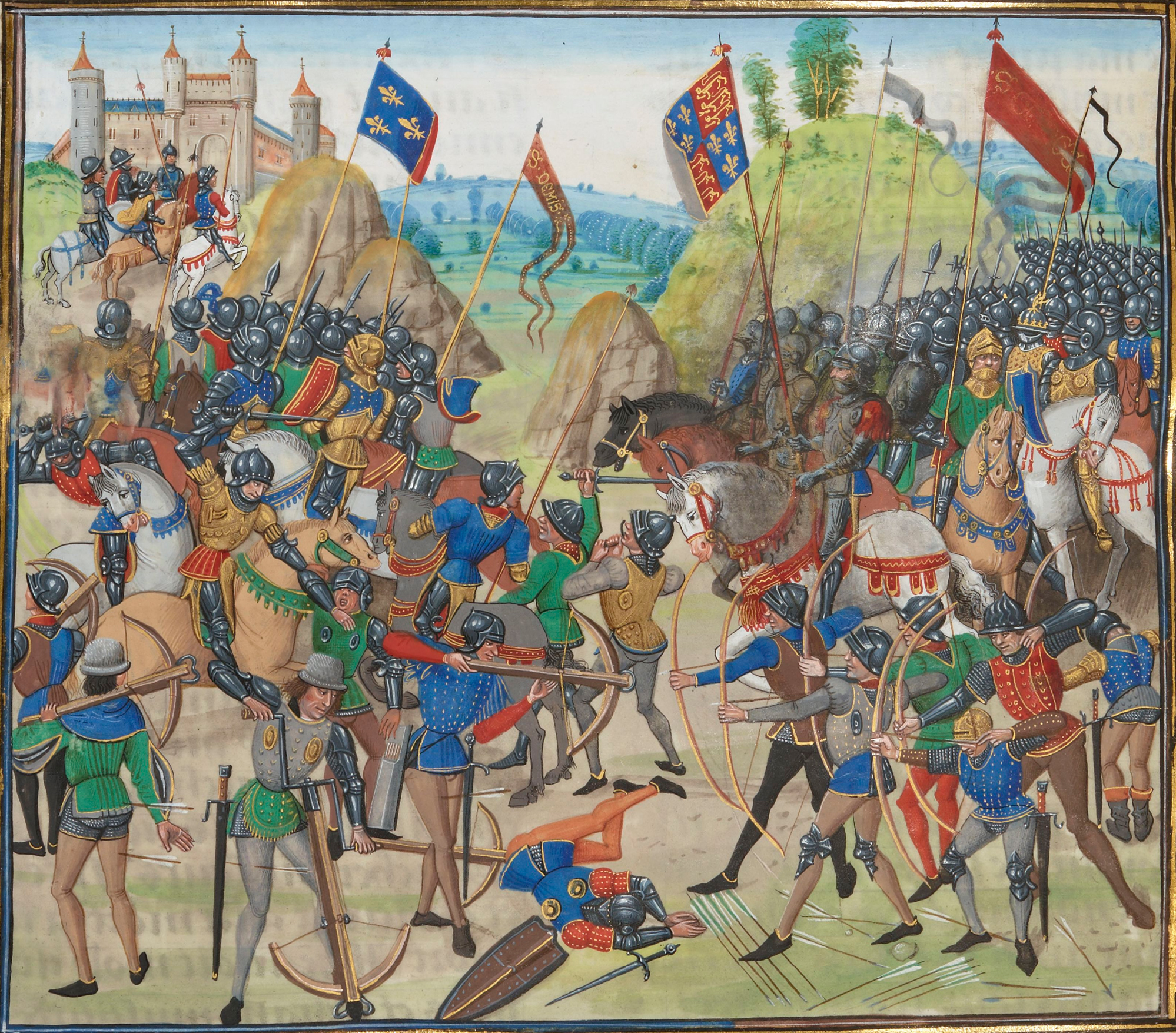
معركة كريسي فروسارت.

المعركة المُرتبة أو المعركة الضارية هي معركة يلتحم فيها جيشان التحامُا قويُا ووثيقُا بعد اتخاذ الأماكن والمواقع الملائمة لها وبعد الاستعداد التام لخوضها.